# Merlin Röhl
Merlin Röhl (Potsdam, 5 juli 2002) is een Duits voetballer die bij voorkeur als offensieve middenvelder speelt. Hij speelt bij SC Freiburg.

## Clubcarrière
Röhl speelde in de jeugd bij SV Babelsberg 03 en FC Ingolstadt 04. In november 2021 debuteerde hij in de 3. Liga. In 2022 promoveerde hij met Ingolstadt naar de 2. Bundesliga. In 2023 trok Röhl naar SC Freiburg, waar hij aanvankelijk uitkwam voor het tweede elftal in de 3. Liga. Op 4 maart 2023 debuteerde hij in de Bundesliga tegen Borussia Mönchengladbach.